# PC-FX
PC-FX – konsola gier wideo wydana przez NEC Corporation. Miała to być 32-bitowa następca konsoli TurboGrafx-16. Wydana wyłącznie w Japonii.
Swoim wyglądem przypomina typowy komputer osobisty.

## Historia
PC-FX został oparty na podstawie 32-bitowego prototypu, Iron Man. Został on stworzony w 1992, podczas dalszej popularności PC Engine w Japonii.
W 1993 roku zostało wydane 3DO Interactive Multiplayer, będącą jedną z najmocniejszych konsol gier video w tym czasie. Na końcówkę 1994 Sega i Sony planowały też wydać swoje konsole - kolejno Segę Saturn jako następcę Segi Genesis i Playstation. Widząc rozpoczynanie się piątej generacji konsol, a także zwracając uwagę na sukces PC-Engine, NEC postanowiło stworzyć nową konsolę opartą na Iron Manie
Wydanie konsoli przez NEC, 23 grudnia 1994 w Japonii, zbiegło się z premierą PlayStation. PC-FX z miejsca stał się konsolą niszową, nie odnoszącą większych sukcesów. Miała problemy z generowaniem 3D. Na konsolę wydawano głównie symulatory randek i przygodówki, rzadziej gry RPG, strategie czy gry sportowe.
Konsola ostatecznie nie została wydana poza Japonią, w której przetrwała do I kwartału 1998 roku.

## Gry
Razem na PC-FX wydano 62 gry, w tym 8 gier oznaczonych tylko dla dorosłych.